# 千葉県立柏中央高等学校

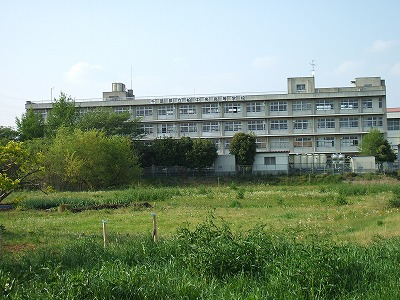
校舎全景（南側）

千葉県立柏中央高等学校（ちばけんりつ かしわちゅうおうこうとうがっこう）は、千葉県柏市松ヶ崎にある県立高等学校である。

## 概要
- 柏市の中央、松ヶ崎地区に位置する全日制普通科の公立高等学校である。福祉教育推進指定校および人権教育推進指定校に指定されており、「初志貫徹   ～ゆっくりと   一歩一歩   確実に～」という教育方針のもと、人格の陶冶と体力の増進・資質能力の啓発に努めている（後述）。
- また、連携小中学校及び千葉大学教育学部の授業体験や、進路対策ゼミ「柏王ゼミ」のほか、駿台DVD講座など進路プログラムの充実や、確かな学力の定着を目的とした多くの課外活動を展開している。さらに、県立諸機関、農業体験、福祉関連施設でのボランティア活動や、手賀沼エコマラソンへの参加を通じて地域連携や国際社会に生きる市民の育成にも努めている。
- 部活動も盛んであり、運動・文化系合わせて26の部が活動している。多くの部活動が県大会、関東大会、全国大会に出場しており、加入率も80%を超えている。[1]

## 設置学科
- 普通科

## 沿革
- 1981年
  - 3月31日 - 校舎第一期工事竣工（校舎、運動場、テニスコート、野球場）。
  - 4月1日 - 初代校長に海老原良介が就任。
  - 4月13日 - 開校式・入学式を柏市立柏第四小学校体育館にて挙行。4学級182名。
- 1982年
  - 4月7日 - 第2回入学式を柏市立柏第四小学校体育館にて挙行。4学級182名。
  - 10月25日 - 校舎第二期工事竣工（体育館、格技場、特別教室）。
  - 12月1日 - 校旗・校歌制定。
- 1983年
  - 2月18日 - 校舎第三期工事竣工（管理棟、特別教室）。
  - 4月7日 - 第3回入学式挙行。458名入学し、以降10学級編成。
- 1985年4月1日 - 2代校長に岩瀬和博が就任。
- 1987年
  - 2月17日 - 中庭造成。
  - 2月26日 - 5周年記念誌を発行。
- 1988年4月1日 - 3代校長に鈴木正理が就任。
- 1991年
  - 4月1日 - 4代校長に富澤浩が就任。
  - 10月16日 - 創立10周年記念式典挙行。
- 1992年
  - 3月10日 - 10周年記念誌を発行。
  - 4月7日 - 第12回入学式挙行。406名入学し、以降9学級編成。
- 1993年9月11日 - 新潟県立津南高等学校と姉妹校提携式。
- 1994年4月1日 - 5代校長に島崎正夫が就任。
- 1996年
  - 4月1日 - 6代校長に林重弘が就任。
  - 4月8日 - 第16回入学式挙行。322名入学し、以降8学級編成。
- 2000年4月1日 - 7代校長に石川弘道が就任。
- 2001年4月7日 - 第21回入学式挙行。296名入学し、以降7学級編成。
- 2002年4月1日 - 8代校長に中村三男が就任。
- 2005年4月1日 - 9代校長に吉田智晃が就任。
- 2007年4月1日 - 10代校長に乙部修清が就任。
- 2009年4月1日 - 11代校長に牛口敬一が就任。
- 2012年4月1日 - 12代校長に伊集院光慶が就任。
- 2015年4月1日 - 13代校長に佐久間敦子が就任。
- 2017年4月1日 - 14代校長に三木千恵子が就任。
- 2019年4月1日 - 15代校長に島崎正人が就任。
- 2022年4月1日 - 16代校長に山崎寛雄が就任。

## 教育方針
- 美しいものを美しいと感じる人
- 思いやりとユーモアのある人
- 他人に迷惑をかけない人
- 進んで働く人
- たゆまぬ努力をする人

上のような人物の育成を目指す。

## 部活動・同好会
陸上競技部や男子ソフトテニス部、弓道部、放送部、科学部が全国大会へ出場している。
運動系部　
- バスケットボール部
- バレーボール部
- バドミントン部
- ソフトテニス部
- サッカー部
- 硬式野球部
- 卓球部
- 剣道部
- 柔道部
- 弓道部
- ラグビー部
- 陸上競技部
- ソフトボール部

文化系部
- 吹奏楽部
- 演劇部
- 美術工芸部
- 写真部
- 放送部
- 茶道部
- 華道部
- 科学部
- 文芸部
- 書道部
- クッキング部
- コンピューター部
- ダンス部

## 校歌
『柏中央高等学校 校歌』
青柳八尺作詞、腰塚賢二作曲。

## 制服
本校の制服は、男女とも濃紺の上下のスーツ型、えんじ色のネクタイで、白か紺のベスト（夏冬兼用）が付く。
平成27年度の1年生分より、これまでの制服の基本的な部分を継承しつつ、素材とデザインの細部を見直し、機能面も改善した。女子のボトムスは、スラックスも選択できるようになった。令和３年度1年生分より、機能性・デザイン性を高めたものへとマイナーチェンジを行いました。

## 交通
- JR東日本常磐線・東武野田線（東武アーバンパークライン）柏駅より徒歩約20分。
- 西口から東武バスイースト「若柴循環」で「須賀」バス停下車、徒歩約5分。

## 校内放送
柏中央高等学校では、昼食時に、流行りの楽曲や生徒からのリクエストで選ばれた楽曲を、清掃時にビッグバンド音楽と当校の校歌を流している。なおいずれの放送も、当直の放送委員が3～6人体制で行っている。

### 昼放送
毎日12時50分頃から約10分間、昼食時の校内放送として昼放送を行っている。昼放送開始時には
- 「これから、お昼の放送を始めます。今日の担当は（ここで本日の担当者のクラスと名前が読み上げられる）です。続いて、本日の連絡事項です。（ここで本日の連絡事項が読み上げられる）」

のように、本日の担当者と連絡事項が読み上げられる。連絡事項がない場合は、「本日の連絡事項はありません」と言う。連絡事項を伝えた後に、主に生徒がよく知る2000年代以降の楽曲を流す。基本的には4曲以上流す。なお、放送室入口横に昼放送に流す楽曲をリクエストするリクエスト用紙があり、生徒が直接楽曲を選ぶ事も可能である。

### 清掃時
2017年10月25日まで、6時限目終了後に行われる清掃時に、クラシック調の音楽と当校の校歌が流されていた。この時、当直の放送委員によるアナウンス等は無い。この時流されていた曲は以下の通りである。
- 「Across the View[2]」 Richard Burmer
- 「Turning to You[3]」 Richard Burmer

なお、清掃時間と曲の再生時間の関係上、2曲目の「Turning to You」の途中で強制終了し、校歌の放送に移る。校歌はMIDIによって打ち込まれたピアノ伴奏のみで、こちらも時間の関係上、1番の歌詞が終わると強制終了し、清掃時の放送は終わる。
翌10月26日より、校内環境の改善のため20年ぶりに清掃時の放送曲及び、放送システムが変更された。放送曲は以下の通りである。
- 清掃開始を知らせる短いチャイム音
- 「イン・ザ・ムード」ジョー・ガーランド
- 当校校歌（曲自体に変更なし）

清掃時間に合わせた放送時間となり、短いチャイム音のあとに「イン・ザ・ムード」のリピート放送に切り替わった。名目上リピート放送として扱われているが、実際には2回繰り返された音声が1トラックだけ収録されたものとなっている。なお、時間の関係上、1回目と2回目では一部アレンジが加わり、曲の長さが異なっている。また、清掃開始を知らせる短いチャイム音は、全国のそごうの店内時報のチャイム音として使用されているものと同一の音源であった。
校歌のMIDI音源は清掃時間に合わせ、1番の歌詞終了後、最後の伴奏に繋がるように編集され、強制終了することなく放送終了が出来るようになった。
2020年10月には再び清掃時の音楽が変更され、ジブリ作品の曲がジャズメドレー形式で流れる。最後に校歌を流す様式に変更はない。

## 学校周辺
- 柏警察署
- 柏市立柏第四小学校
- 柏市立柏第五中学校
- 大堀川

## 著名な出身者
- 秋野央樹（V・ファーレン長崎）
- 酒井宏樹[注釈 1]（浦和レッズ、日本代表）
- 中谷進之介（名古屋グランパス、日本代表）
- 畑田真輝（元ブラウブリッツ秋田）
- 比嘉厚平[注釈 2]（元モンテディオ山形）
- 一之瀬航季（宝塚歌劇団花組男役）